# Saint-Pierre-de-Rivière
Saint-Pierre-de-Rivière ist eine südfranzösische Gemeinde mit 676 Einwohnern (Stand 1. Januar 2022) im Département Ariège in der Region Okzitanien (vor 2016 Midi-Pyrénées); sie gehört zum Arrondissement Foix und zum Kanton Foix und ist Mitglied im Gemeindeverband L’Agglo Foix-Varilhes. Die Einwohner werden Saint-Pierrois und Saint-Pierroises genannt.

## Geografie

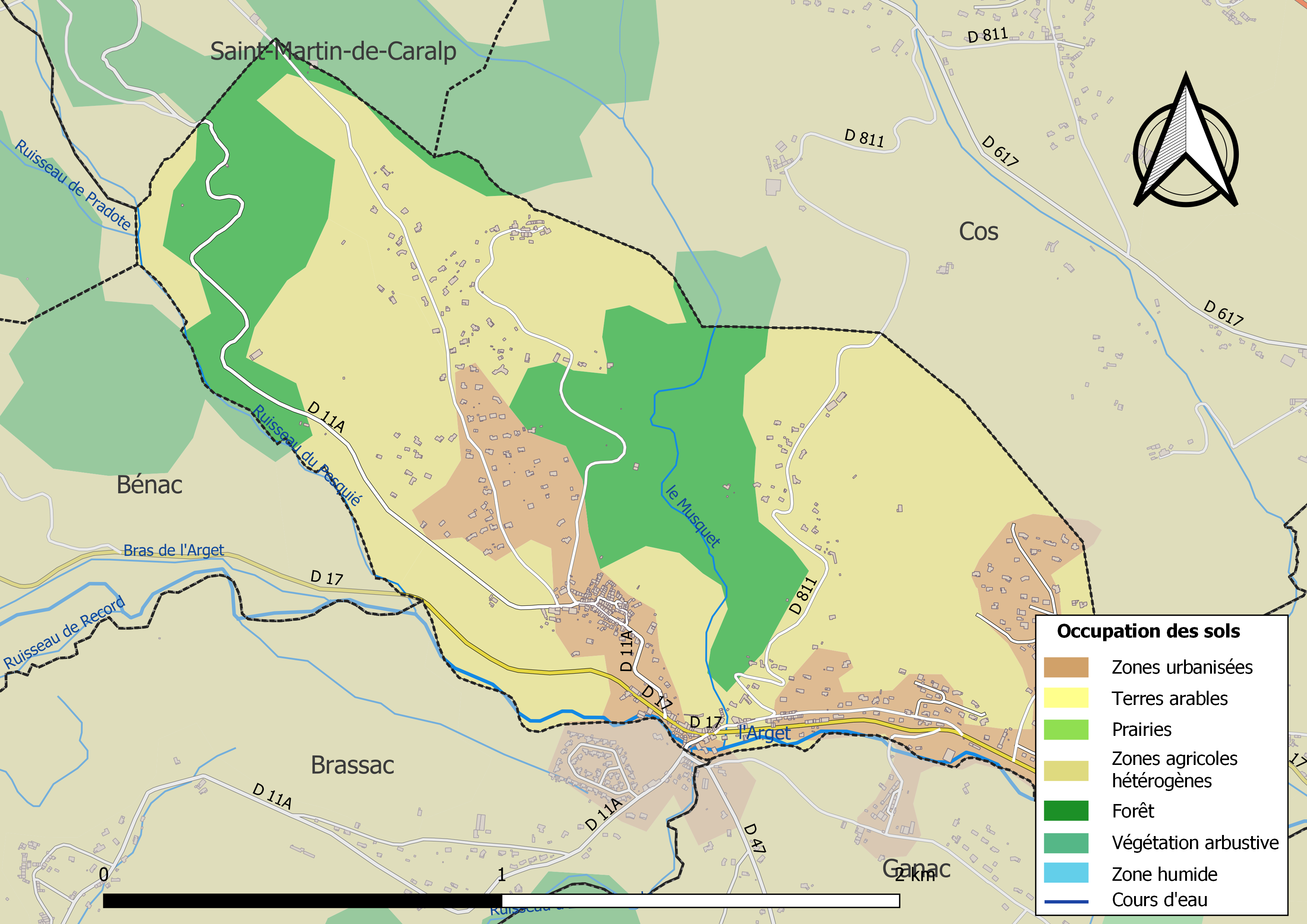
Bodennutzung, Hydrografie und Infrastruktur der Gemeinde

Die Gemeinde ist historisch und kulturell Teil des Pays de Foix und liegt etwa vier Kilometer westlich von Foix sowie etwa 72 Kilometer südsüdöstlich von Toulouse im Barguillière-Tal. Saint-Pierre-de-Rivière befindet sich im Einzugsgebiet der Garonne und wird vom Arget entwässert, der das Gemeindegebiet nach Süden begrenzt, sowie vom Musquet, vom Ruisseau d’Escaudogats sowie vom Ruisseau du Pesquié. Das Gemeindegebiet ist Teil des Regionalen Naturpark Pyrénées Ariégeoises und von drei ZNIEFF-Naturgebieten. Über die Hälfte der Fläche der Gemeinde wird landwirtschaftlich genutzt, knapp ein Viertel ist bewaldet.
Umgeben wird Saint-Pierre-de-Rivière von den Nachbargemeinden Saint-Martin-de-Caralp im Nordwesten und Norden, Cos im Norden und Nordosten, Foix im Osten, Ganac im Süden, Brassac im Südwesten, Bénac im Südwesten und Westen sowie Serres-sur-Arget im Westen und Nordwesten.

## Bevölkerungsentwicklung
| Jahr                       | 1962 | 1968 | 1975 | 1982 | 1990 | 1999 | 2006 | 2013 | 2020 |
| Einwohner                  | 323  | 318  | 349  | 418  | 463  | 564  | 643  | 616  | 668  |
| Quellen: Cassini und INSEE |      |      |      |      |      |      |      |      |      |

## Sehenswürdigkeiten
- Die Kirche Saint-Pierre und der anliegende Friedhof befinden sich auf dem südlichen Ufer des Arget auf dem Gebiet der Nachbargemeinde Ganac.

## Persönlichkeiten
- Jean-Yves Ferri (* 1959), französischer Comiczeichner, Texter der Serie Asterix, lebt seit der Kindheit in Saint-Pierre-de-Rivière